# Pujada al Naranco
La Pujada al Naranco (en castellà: Subida al Naranco) és una competició ciclista que es disputa a Astúries. La cursa comença a Oviedo i finalitza al cim del port del Naranco. La primera edició es disputà el 1941, sent guanyada per Ulpiano Menéndez.
Des del 2005 forma part de l'UCI Europe Tour, amb una categoria 1.1.
El 2011 la cursa es deixà de disputar per culpa de la crisi econòmica, passant a integrar-se en la Volta a Astúries com una etapa més.

## Palmarès
| Any                     | Vencedor                 | Segon                          | Tercer                  |
| ----------------------- | ------------------------ | ------------------------------ | ----------------------- |
| 1941                    | Ulpiano Menéndez         | Emilio Pérez Carreño           | José Menéndez           |
| 1942                    | Fermín Trueba            | Martín Mancisidor              | José Jabardo            |
| 1943                    | Delio Rodríguez          | José Lahoz                     | Fermín Trueba           |
| 1944                    | Dalmacio Langarica       | Fermín Trueba                  | Julián Aguirrezabal     |
| 1945                    | Fermín Trueba            | Martín Mancisidor              | José Gutiérrez          |
| 1946                    | Fermín Trueba            | Martín Mancisidor              | Enrique Laguna          |
| 1947                    | Jesús Loroño             | Luis Sánchez Huergo            | Enrique Laguna          |
| 1948-1959. No disputada |                          |                                |                         |
| 1960                    | Antoni Karmany           | Ángel Rodríguez López          | Raúl Rey                |
| 1961                    | Antón Barrutia           | Julio San Emeterio             | Eusebio Vélez           |
| 1962                    | Raúl Rey                 | José Luis Talamillo            | Federico Bahamontes     |
| 1963                    | Antoni Karmany           | Roberto Morales                | Federico Bahamontes     |
| 1964                    | Federico Bahamontes      | Fernando Manzaneque            | Luis Otaño              |
| 1965                    | Joaquín Galera           | Ventura Díaz                   | Antonio Gómez del Moral |
| 1966                    | Domingo Perurena         | Julio Jiménez                  | Gregorio San Miguel     |
| 1967-1980. No disputada |                          |                                |                         |
| 1981                    | Marino Lejarreta         | Ángel Arroyo                   | Ismael Lejarreta        |
| 1982                    | Álvaro Pino              | Pedro Muñoz                    | Ángel Arroyo            |
| 1983                    | Vicent Belda             | Pedro Delgado                  | Jesús Rodríguez Magro   |
| 1984                    | Vicent Belda             | Patrocinio Jiménez             | Marino Lejarreta        |
| 1985                    | Alirio Chizabas          | Julián Gorospe                 | Jokin Mujika            |
| 1986                    | Marino Lejarreta         | Pedro Delgado                  | Carlos Hernández        |
| 1987                    | Peter Hilse              | Raimund Dietzen                | Álvaro Pino             |
| 1988                    | Marino Alonso            | Vicent Belda                   | Raimund Dietzen         |
| 1989                    | Peter Hilse              | Miguel Indurain                | Álvaro Pino             |
| 1990                    | Laudelino Cubino         | Enrique Aja                    | Iñaki Gastón            |
| 1991                    | Juan Carlos Romero       | Oliverio Rincón                | Laudelino Cubino        |
| 1992                    | Tony Rominger            | Francisco Javier Mauleón       | Laudelino Cubino        |
| 1993                    | Jesús Montoya            | Oliverio Rincón                | José María Jiménez      |
| 1994                    | José Manuel Uría         | Pedro Delgado                  | Julio Barcina           |
| 1995                    | Abraham Olano            | Fernando Escartín              | José Manuel Uría        |
| 1996                    | Francisco Javier Mauleón | Ramón González Arrieta         | Marcos Serrano          |
| 1997                    | Roberto Heras            | José María Jiménez             | Daniel Clavero          |
| 1998                    | José Luis Rubiera        | Roberto Heras                  | Aitor Osa               |
| 1999                    | Santiago Blanco          | Miguel Ángel Martín Perdiguero | Roberto Laiseka         |
| 2000                    | José Luis Rubiera        | Carlos Sastre                  | Fabian Jeker            |
| 2001                    | Claus Michael Møller     | Óscar Sevilla                  | Eladio Jiménez          |
| 2002                    | Gonzalo Bayarri          | Aitor Osa                      | Oscar Sevilla           |
| 2003                    | Leonardo Piepoli         | Francisco Mancebo              | Alberto López de Munain |
| 2004                    | Iban Mayo                | Miguel Ángel Martín Perdiguero | Leonardo Piepoli        |
| 2005                    | Rinaldo Nocentini        | Jon Bru Pascal                 | Danail Andonov Petrov   |
| 2006                    | Fortunato Baliani        | Kanstantsín Siutsou            | Eladio Jiménez          |
| 2007                    | Koldo Gil                | Francisco Mancebo              | Pedro Arreitunandia     |
| 2008                    | Xavier Tondo             | Koldo Gil                      | Stefano Garzelli        |
| 2009                    | Romain Sicard            | Nuno Ribeiro                   | David López García      |
| 2010                    | Santi Pérez              | Andrés Antuña                  | Luis Felipe Laverde     |